# Love Over-Due
Love Over-Due é o 59º álbum de estúdio do músico americano James Brown. O álbum foi lançado em 23 de julho de 1991 pela Scotti Bros. Records.

## Faixas
| N.º | Título                                                | Duração |  |
| 1.  | "(So Tired of Standing Still We Got to) Move On"      | 5:12    |  |
| 2.  | "Show Me"                                             | 4:27    |  |
| 3.  | "Dance, Dance, Dance to the Funk"                     | 5:13    |  |
| 4.  | "Teardrops On Your Letter"                            | 4:13    |  |
| 5.  | "Standing On Higher Ground"                           | 4:13    |  |
| 6.  | "Later for Dancing"                                   | 4:22    |  |
| 7.  | "You Are My Everything"                               | 5:21    |  |
| 8.  | "It's Time to Love (Put a Little Love In Your Heart)" | 3:11    |  |